# Myst Online: Uru Live
Myst Online: Uru Live è un videogioco MMORPG sviluppato dalla Cyan Worlds e pubblicato nel 2003 da Ubisoft, in seguito da Cyan Worlds, poi dal 2007 da Gametap e infine dal 2008 nuovamente da Cyan Worlds.